# Piva (Fluss)
Die Piva (kyrillisch Пива) ist ein Fluss in Montenegro. Er ist der kürzere der beiden Quellflüsse der Drina, die aus dem Zusammenfluss der Piva mit der Tara an der Grenze zu Bosnien und Herzegowina hervorgeht.

## Verlauf
Die Piva entspringt der Sinjac-Quelle (kyrillisch: Сињац) in den Golija-Bergen, in der Nähe des Klosters Piva (auch Vrelo Pive; kyrillisch: Врело Пиве; deutsch Quelle der Piva, wörtlich Auge der Piva). Bevor der Piva-Stausee aufgestaut wurde, strömte das Wasser aus der Quelle in den Fluss Komarnica (kyrillisch: Комарница), um so für die nächsten 34 km den Fluss Piva zu bilden. Die Komarnica selbst wiederum ist Teil eines 86 km langen Flusssystems (Tušina-Bukovica-Bijela-Komarnica), so dass – von der Quelle der Tušina (kyrillisch: Тушина) aus gemessen – die Piva, die auch scherzhaft Fluss mit den fünf Namen genannt wird, insgesamt 120 km lang ist.

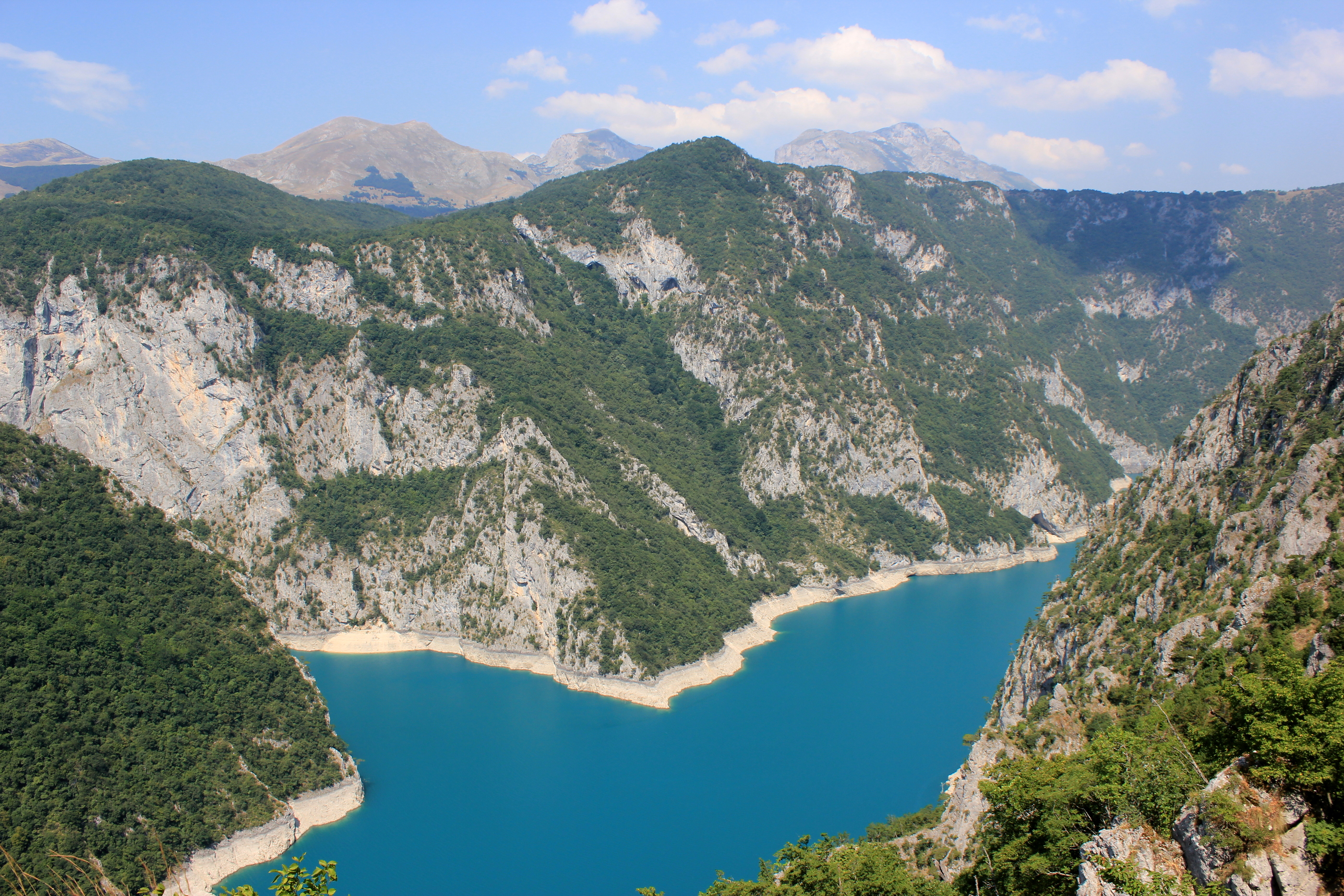
Der Piva-Stausee bei Plužine mit dem Maglić im Hintergrund

Die Tušina entspringt am Berg Sinjajevina in der Uskoci-Region in Zentral-Montenegro, nur wenige Kilometer von der Quelle der Morača entfernt. Die Tušina fließt zunächst westwärts, zwischen den Sinjajevina- und Lola-Bergen hindurch, an den Dörfern Krnja Jela, Bare, Boan und Tušina vorbei. Dort nimmt sie die aus Norden zufließende Bukovica auf und setzt ihren Lauf unter diesem Namen fort. Nachdem der Fluss das Regionalzentrum Šavnik und die Dörfer Gradac und Pridvorica in der Drobnjaci-Region passiert hat, nimmt er die Komarnica auf und übernimmt nun deren Namen. Die Komarnica setzt ihren Lauf durch die Vojnik- und Treskavac-Berge in nahezu unbewohntem Gebiet fort und erreicht die Hochebene des Piva-Plateaus, wo sie sich nach Norden wendet. Fast der gesamte Lauf der Komarnica ist nun durch den Piva-Stausee überflutet. Die Komarnica nimmt das Wasser der Piva-Quelle auf, heißt fortan Piva und tritt in die tiefe Piva-Schlucht ein.

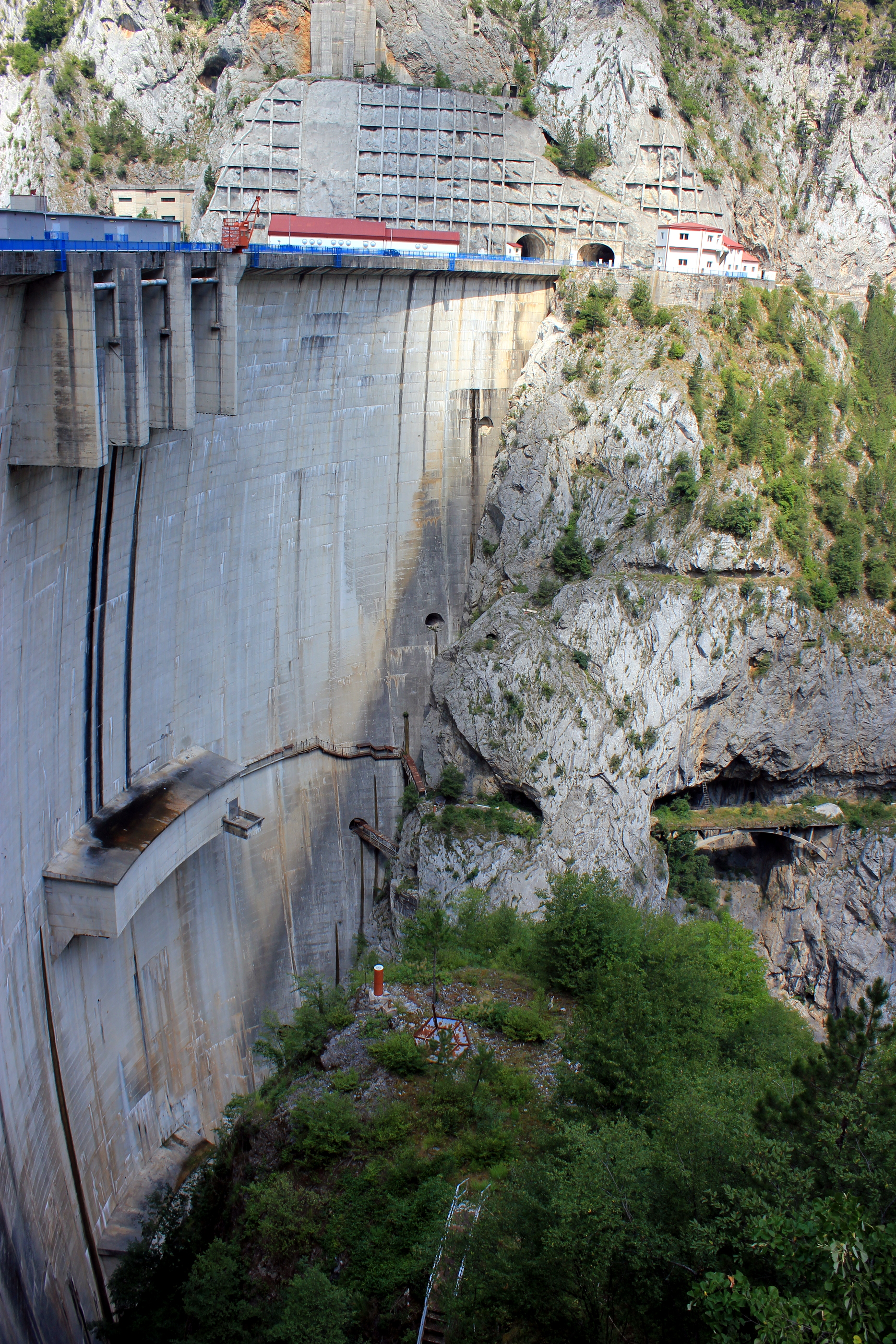
Die 220 m hohe Mratinje-Talsperre

Die Schlucht schneidet sich zwischen die Bioč-, Volujak-, Maglić- und Pivska-planina-Berge ein, ist 33 km lang, und bis zu 1.200 m tief. Die Piva wird durch die 1976 fertiggestellte, 220 m hohe Mratinje-Talsperre aufgestaut. Der Piva-Stausee ist an die 33 km lang, nimmt eine Fläche von 12,5 km² ein, ist bis zu 188 m tief und ist der größte Stausee Montenegros. Er überflutet den ursprünglichen Standort des Piva-Klosters, das, um es zu erhalten, vollständig abgetragen und an seinem heutigen Standort wieder aufgebaut wurde.
Bei Plužine ergießt sich – von Westen kommend – die Vrbnica in den Piva-Stausee. Nach dem Staudamm setzt die Piva ihren Lauf geradewegs nach Norden fort. Bei Šćepan Polje bzw. Hum an der Grenze zu Bosnien und Herzegowina vereinigt sie sich mit der Tara zur Drina.
Die Piva gehört zum Einzugsgebiet des Schwarzen Meeres. Das Einzugsgebiet der Piva umfasst 1.270 km². Die Piva ist nicht schiffbar.

## Piva-Plateau
Das Piva-Plateau (montenegrinisch: Pivska površ, kyrillisch: Пивска површ) ist eine hochgelegene Karst-Ebene im Einzugsgebiet der Piva, zwischen den Durmitor-, Maglić-, Lebršnik-, Golija- und Vojnik-Bergen. Die Hochebene ist 55 km lang, 30 km breit und von einer durchschnittlichen Höhe von 1.200 m, wobei die höchste Erhebung 2.159 m hoch. Die Komarnica-Piva teilt das Plateau in zwei Regionen: die westliche Pivska Župa (kyrillisch: Пивска Жупа) und östliche Pivska planina (kyrillisch: Пивска планина). Das Gebiet ist geprägt von Karst-Formationen, wie Höhlen, Dolinen und Auswaschungen. Das Hochplateau ist nur dünn besiedelt, so gibt es nur etwa 20 kleine Siedlungen in der Pivska Župa und 15 in der Pivska planina.